# Hoplolabis complicata
Hoplolabis complicata är en tvåvingeart som först beskrevs av Bangerter 1947.  Hoplolabis complicata ingår i släktet Hoplolabis och familjen småharkrankar. Inga underarter finns listade i Catalogue of Life.